# Steyr HS .50
Le Steyr HS .50 est un fusil de précision à un coup tirant des .50 BMG. Fabriqué par Steyr Mannlicher, il est conçu comme fusil anti-matériel.

## Description
Le Steyr HS .50 est un fusil de précision à un seul coup. 
Il tire un projectile de mitrailleuse lourde de calibre 12,7 x 99 mm.
Le canon rayé offre une excellente précision à une portée efficace allant jusqu'à 1 500 m.  Il dispose d'un bipied réglable, d'un frein de bouche très efficace qui réduit considérablement le recul, et d'un rail Picatinny pour l'installation de diverses optiques.
En raison de la demande des clients, une modification du HS .50 inclut un chargeur amovible à 5 coups qui peut être inséré sur le côté gauche du fusil (version M1), système très semblable à celui du Denel NTW-20.